# John Charnley
Sir John Charnley (Bury, 29 agosto 1911 – Manchester, 5 agosto 1982) è stato un chirurgo britannico, pioniere delle protesi dell'anca.

## Biografia

### Dall'infanzia alla laurea
John Charnley nacque a Bury nel Lancashire il 19 agosto 1911. Suo padre, Arthur Walker Charnley, era proprietario della farmacia sulla Princess Street al numero 25; sua madre Lily lavorò come infermiera al Crumpsall Hospital. John aveva una sorella, Mary Clare. La sua formazione scolastica iniziò nel 1919 alla Bury Grammar School, da cui nel 1922 passò alla Senior School. Sin dagli albori mostrò propensione verso le materie scientifiche e fu indirizzato e motivato allo studio della chimica e della fisica. Nell'autunno del 1929 ottenne l'ammissione alla facoltà di Medicina della Victoria University of Manchester, dove si laureò in Medicina, Chirurgia e Scienze (anatomia e fisiologia) nel 1935.

### Prime esperienze chirurgiche e servizio militare
Dal 15 agosto 1935, Charnley fu assunto come House Surgeon alla sede centrale del Manchester Royal Infirmary.

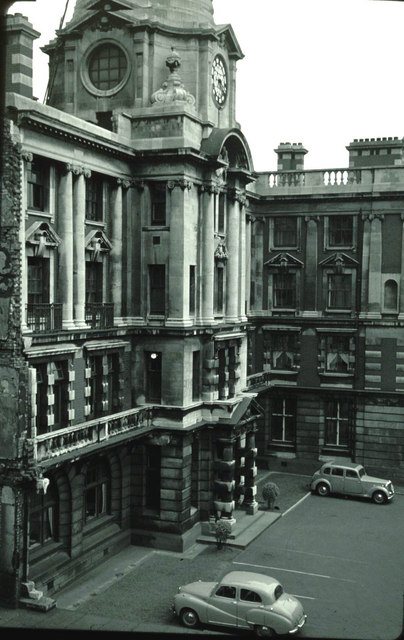
Manchester Royal Infirmary, 1957

 Come il suo amico David Lloyd Griffiths ricorda, Charnley prese in considerazione la possibilità di impegnarsi nella ricerca sul cancro, ma i suoi professori la dissuasero perché pensavano che sarebbe stata una perdita di tempo. Si prefisse l'obiettivo di diventare Fellow of the Royal College of Surgeons e dopo aver seguito un corso preparatorio al Guy's Hospital a Londra superò l'esame il 10 dicembre 1936. Ottenne il posto di Resident Surgical Officer al Salford Royal Hospital il 1º gennaio 1937 e dopo 21 mesi cercò di ottenere un posto simile al Manchester Royal Infirmary ma senza successo. Dunque, comprendendo l'importanza del lavoro di ricerca, fu assunto come Demonstrator in fisiologia al King’s College di Londra nell'ottobre 1938. Ritornò poi nell'aprile 1939 a Manchester come Resident Casualty Officer (RCO), lavorando con molti ortopedici specialisti, facendo esperienza soprattutto nell'ambito della chirurgia d'urgenza che gli diede la possibilità di applicarsi in numerosi casi clinici. Con lo scoppio della Seconda Guerra Mondiale, i progetti di John dovettero essere messi da parte; si arruolò da volontario nei Royal Army Medical Corps il 1º maggio 1940 e dopo un periodo di preparazione fu inviato a Dover. Partecipò all'evacuazione delle truppe a Dunkerque e successivamente fu mandato al 31º Ospedale Generale ad Hellingly nell'East Sussex. Poi si spostò al Davyhulme Park Hospital e dopo all'ospedale generale di Garioch.
Infine fu inviato in Egitto a Il Cairo dove svolse la sua attività sotto la guida del chirurgo ortopedico Dudley Buxton; fu forse questa esperienza a spingerlo a seguire la scuola di ortopedia nel 1942. Smise di svolgere servizio militare nel maggio 1944, quando entrò nell'équipe di ortopedici del Shaftsbury Hospital.

### Ritorno a Manchester dopo la guerra
Dopo la guerra, Charnley lavorò per sei mesi all'ospedale ortopedico di Gobowen e Harry Platt fece in modo che migliorasse le sue competenze chirurgiche. Stette nell'ospedale sei mesi sviluppando le proprie curiosità in ambito ortopedico e poi ritornò a Manchester, sempre con il supporto di Platt. Nel maggio 1948 compì un viaggio di lavoro negli Stati Uniti durante cui visitò ospedali insieme ad altri giovani ortopedici. Egli considerò la possibilità di stabilirsi lì, ma le restrizioni sulla sperimentazione chirurgica vigenti nella nazione erano per lui inaccettabili. Il suo interesse era inizialmente rivolto al trattamento delle ossa spugnose e alla lubrificazione delle articolazioni. John era convinto che la collaborazione con gli ingegneri meccanici fosse fondamentale per ampliare e far avanzare i suoi lavori. La sua ricerca era sostanzialmente basata su due aspetti: quello clinico per il trattamento dei pazienti con osteoartriti e quello biomedico riguardante gli esperimenti per determinare i fondamenti di unione ossea e le condizioni che governano la rigenerazione spontanea della cartilagine delle articolazioni. 
Quando tornò a Manchester dopo la guerra, le strutture disponibili non erano all'altezza delle sue aspettative. Allora Charnley iniziò a prendere in considerazione l'idea di continuare la propria ricerca altrove. Dunque, nel 1958 informò il comitato dei chirurghi del Manchester Royal Infirmary di voler concludere tre delle quattro sue ricerche, per stabilirsi al centro di chirurgia dell'anca al Wrightington Hospital nel Lancashire. La commissione accettò questa sua proposta dopo aver analizzato il suo brillante profilo professionale..

### Wrightington e l'impianto d'anca

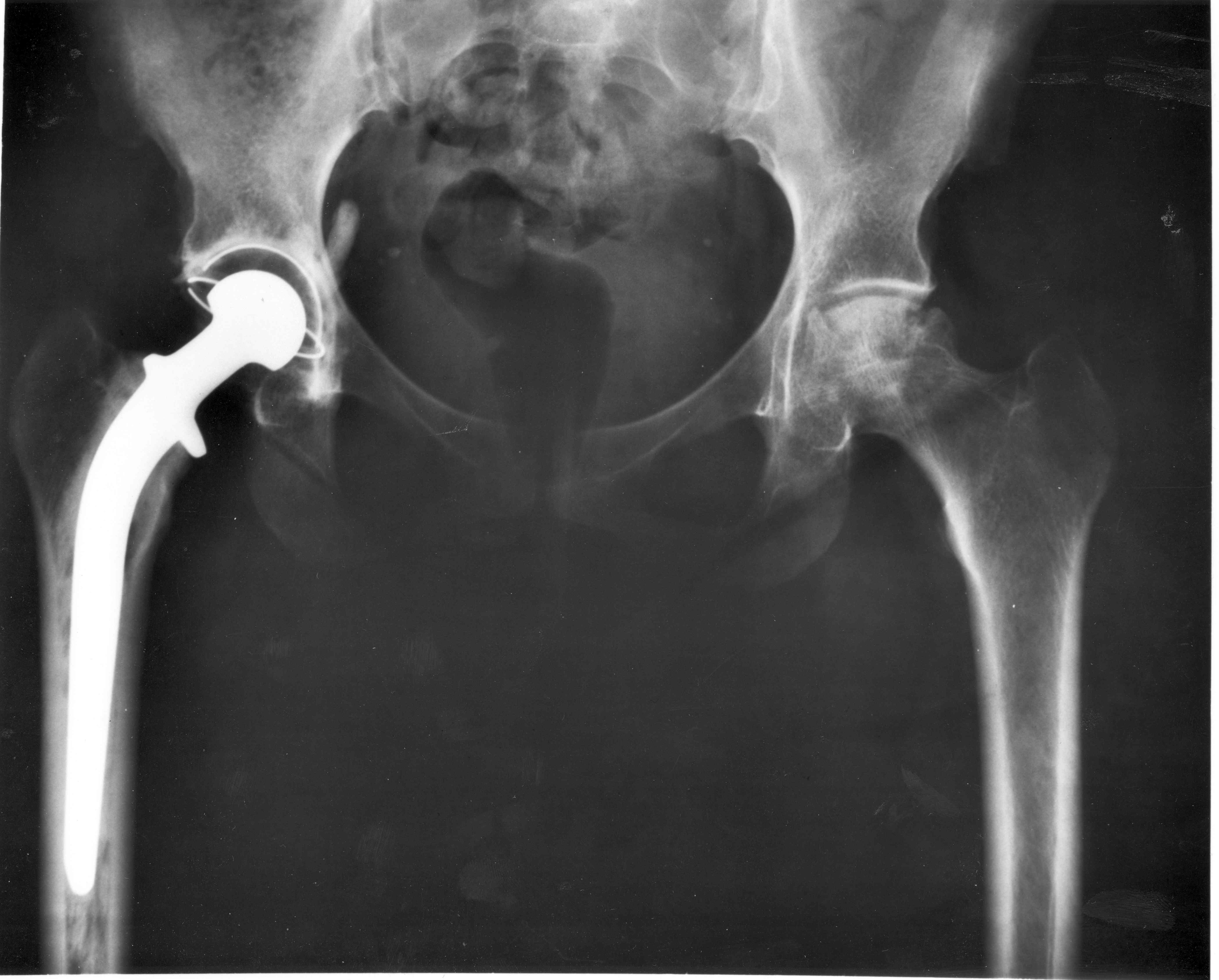
Hip replacement Image 3684-PH

Wrightington era formalmente un centro per il trattamento della tubercolosi che, in seguito alla progressiva diminuzione dell'incidenza di questa malattia, stava cercando di indirizzarsi verso un'altra specialità. Fu allora la chirurgia d'anca di Charnley che segnò la svolta per questo ospedale. Il suo obiettivo primario era quello di creare un laboratorio di biomeccanica dove egli avrebbe potuto collaudare i suoi strumenti e le sue invenzioni. Organizzò una compagnia per raccogliere fondi per il raggiungimento del suo scopo. Dunque, nel giugno 1961 fu aperto il laboratorio. I suoi primi sforzi furono rivolti verso lo studio concernente la lubrificazione delle articolazioni. In quel tempo, alcuni chirurghi supportavano la teoria idrodinamica; essa sosteneva che le due facce di un'articolazione non fossero a contatto tra loro e che la riduzione dell'attrito tra le due superfici ossee fosse dovuto alla presenza del liquido sinoviale. Charnley non concordava con questa teoria e attraverso vari esperimenti dimostrò che l'assenza di attrito non era dovuta al fluido. Gli studi portarono allo sviluppo della teoria del Low Friction Arthoplasty Concept, secondo cui la scarsità dell'attrito è dovuta al coefficiente d'attrito dei materiali a contatto e solo in piccola parte dalla presenza del liquido. Questa scoperta lo portò a cercare di trovare una sostanza scivolosa per la cavità nell'operazione di sostituzione totale dell'anca. L'artrosi dell'anca è causata dal deterioramento delle cartilagini che rivestono la testa del femore e l'acetabolo, con conseguente scorrimento dei due strati di tessuto osseo. Ciò provoca, soprattutto in fasi avanzate dell'età, dolori continui e tormento. Il dolore articolare, inoltre, causa una contrazione della muscolatura circostante, diminuendo ulteriormente la mobilità.
La logica che guidava Charnley nei suoi esperimenti era chiara: rimuovere le articolazioni logorate e sostituirle con un surrogato artificiale imperniato su una parte sferica e un alloggio concavo; tuttavia la meccanica dell'articolazione dell'anca è così sofisticata che una sua imitazione fedele è difficilissima da realizzare; essa infatti, nonostante la sua mobilità, deve reggere gran parte del peso corporeo. C'era poi da risolvere il problema della permanenza a lungo termine, che l'organismo non avrebbe mai accettato.
A partire dal 1930 molti chirurghi tentarono interventi di questo tipo, ma i risultati erano stati abbastanza deludenti a causa di complicazioni post-operatorie, deterioramenti, costi delle cure fisioterapeutiche ed errata impostazione degli interventi. Inoltre la conoscenza completa della biomeccanica articolare era ancora da acquisire. I fattori che non garantivano che le anche artificiali andassero in porto dovevano essere corretti e Charnley fu ineccepibile nel delinearli: egli costruì, con il suo assistente Harry Craven,le sue anche in polietilene ad alto peso molecolare (HMWP), un materiale che garantiva un coefficiente d'attrito bassissimo in modo da ridurre al massimo il logoramento (in sostituzione del teflon, troppo sottile e causa di gravi risposte infiammatorie). Come elemento di raccordo della protesi usò il cemento acrilico in sostituzione delle viti, poiché esso distribuiva il peso sull'intera superficie del corpo; ridusse di un pollice sia il diametro della testa femorale che del ricettabolo dell'anca per garantire una maggiore stabilità. Con rettifiche di questo tipo l'artroplastica (arthro='articolazione', plastica='che riguarda la forma', 'ricostruzione') poté così svilupparsi in maniera considerevole.

### Vita privata
Nonostante in giovane età John non disponesse di una grande inclinazione verso lo sport, da adulto diventò un appassionato sciatore.
Nel 1957, durante la sua solita vacanza sulla neve a Zurs, incontrò Jil Heaver. Nonostante i venti anni di differenza, si sposarono pochi mesi dopo, il 15 giugno. Ebbe due figli: Tristam, nato nel 1959 ed Henrietta nel 1960. 

### Carriera
John Charnley è riconosciuto come il fondatore della moderna operazione di sostituzione dell'anca. Importanti sono stati i suoi contributi riguardo alla diminuzione del tasso di infezioni in seguito ad operazioni chirurgiche. Attraverso la sua attività di insegnamento, riuscì a trasmettere le proprie conoscenze e tecniche alle giovani generazioni, divulgando i propri lavori in tutto il mondo. 
Nel 1975 ottenne la Lister Medal per i suoi contributi alla scienza chirurgica. 

### Titoli
Charnley è stato insignito del titolo di cavaliere (sir) nel 1977.

### Curiosità
John Charnley ha influenzato intere generazioni di chirurghi ortopedici con il suo libro di testo sul trattamento conservativo delle fratture, pubblicato la prima volta nel 1950.

## Opere principali
- Pubblicazioni sul "Journal of Bone and Joint surgery" (1945, 1947)
- Charnley J.,"The Closed Treatment of Common Fractures" (E.&S. Livingstone Ltd, Edinburgh and London, 1950)
- Charnely J.,"Compression Arthrodesis" (E.&S. Livingstone Ltd, Edinburgh and London, 1953)
- Charnley J., "Surgery of the hip joint" (Br Med J, 1960)
- Charnley J., "Low friction arthroplasty of the hip. Theory & practice" (Springer, London, 1979)